# Едмон де Мартімпре
Едмон-Шарль де Мартімпре (фр. Edmond-Charles de Martimprey; 16 червня 1808 — 24 лютого 1883) — французький військовий, ненадовго генерал-губернатор Алжиру, а потім сенатор Франції протягом періоду Другої Французької імперії.

## Біографія

### Ранні роки (1808—1848)
Належав до лотаринзького шляхетського роду. Народився в Мо, Сена і Марна, 16 червня 1808. Його батьками були Огюстен Домінік де Мартімпре (1780—1869) та Анжеліка Франсуаза Ройє де Мольні (бл. 1790—1865). Його молодший брат, Огюст де Мартімпре, став генералом від інфантерії та помер від ран, отриманих у битві при Мадженті 1859 року. Був студентом Сен-Сірської військової школи. 3 січня 1829 року вступив до штабного коледжу як молодший лейтенант. Закінчив навчання наприкінці 1830 року. Його направили до 11-го піхотного полку в Суассоні, потім до топографічного відділу, де він складав мапи в Шампані.
Отримав звання лейтенанта 30 червня 1832 року, а в жовтні того ж року приєднався до спеціального штабного корпусу. Отримав призначення в Алжир, прибувши до Мерс-Ель-Кебіра поблизу Орана 3 листопада 1835 року. Воював в Африці та досяг звання підполковника. В Африці був начальником штабу у Ламорісьєра та Кавеньяка.

### Друга Французька республіка (1848—1851)
Під час французької революції 1848 року боровся на вулицях Парижа. 10 липня 1848 року підвищили до полковника. 18 жовтня 1848 року одружився з Луїзою Терезою Менар де Шузі (1823—1889) у Парижі. У них народилися Луї (1849—1892), Альбер (1851—1931) та Шарль Огюст (1852—1935). Він підтримував політику принца Луї-Наполеона Бонапарта.

### Друга Французька імперія (1852—1870)
Був начальником Генерального штабу під керівництвом маршала Рандона в армії Алжиру. 1852 року призначений бригадним генералом, а 1855 року — дивізійним генералом. Під час Кримської війни призначений генерал-майором Східної армії. На цій посаді служив по черзі під керівництвом маршалів Сент-Арно, Канробера та Пелісьє. Потім йому доручили командування армійською дивізією в Орані, Алжир. 1859 року, як ад'ютант маршала Ваяна, фактично був генерал-майором армії Італії.
Призначений командувати сухопутними та морськими військами Алжиру, а потім — заступником губернатора колонії. 30 грудня 1863 року вшанований званням Великого хреста Почесного легіону. Після смерті маршала Пелісьє став виконувати обов'язки губернатора. Здійснив кілька кампаній в Алжирі, а 1864 року висланий за дуже жорстке придушення арабського повстання. 1 вересня 1864 року призначений сенатором. 27 квітня 1870 року призначений керівником Дому інвалідів.

### Третя Французька республіка (1870—1883)
1871 року був членом слідчої комісії щодо капітуляцій Страсбурга та Меца. Його спадковий титул «граф» підтверджений указом президента Мак-Магона 21 травня 1874 року. Помер у Парижі 24 лютого 1883 року.

## Публікації
Серед публікацій де Мартімпре:
- «Звіт про кордон між Алжиром і Марокко в Теллі та Сахарі до Тніет ель Сасі» (Мапа французькою та арабською мовами. — З факсиміле підписів відповідальних за конвенцію: Gal Cte de la Rue та Hamza Ibn Ali), Париж: друк. де Кеппелін / Франція. Депо війни. 1845 рік
- «Дослідження для сприяння колонізації в провінції Оран». — [3], Алжир: друк. Уряду, с. 87. 1847 рік
- «Спогади офіцера Генерального штабу, історія встановлення французького панування в провінції Оран, 1830—1847 рр.», Париж: Кантен, с. 295. 1886 рік